# Грушівське
Груші́вське — село Комарської сільської громади Волноваського району Донецької області, Україна.

## Загальні відомості
Розташоване на лівому березі річки Мокрі Яли. Відстань до селища Велика Новосілка становить близько 33 км і проходить автошляхом місцевого значення.
Землі села межують із територією с. Філія Синельниківського району Дніпропетровської області.

## Населення
За даними перепису 2001 року населення села становило 8 осіб, із них 87,5 % зазначили рідною мову українську та 12,5 % — російську.